# 432
432 (CDXXXII) var ett skottår som började en fredag i den julianska kalendern.

## Händelser

### Juli
- 31 juli – Sedan Celestinus I har avlidit en halv vecka tidigare väljs Sixtus III till påve.[1]

### Okänt datum
- Slaget vid Ravenna utkämpas mellan västromerska rikets två starka män, general Flavius Aëtius och greve Bonifatius.
- Kung Rua enar hunnerna.

## Avlidna
- 27 juli – Celestinus I, påve sedan 422 (död omkring detta datum).
- Ninian, missionär i Skottland.
- Greve Bonifatius, romersk general, comes och guvernör i Africa, känd som "den siste romaren".